# Johann Christoph Petzold
Johann Christoph Petzold (også stavet Pezold, Petzholdt) (6. oktober 1708 i Wünschendorf, Sachsen – 15. september 1762 i Schönfeld ved Dresden) var en tysk billedhugger virksom i rokokotidens Danmark. Han har udsmykket tidens fornemste bygninger, heriblandt mange af Nicolai Eigtveds værker.

## Karriere
Hans forældre var knivsmed Michael Petzold og Sabine Förster. Petzold var angiveligt elev af Balthasar Permoser i Dresden, af Andreas Schlüter i Berlin og af Georg Raphael Donner i Wien. Han var elev ved kunstakademiet i Wien "geraumer Zeit".
Han opholdt sig i Danmark ca. 1739-46 og 1748-57, var i Potsdam 1746-48 (rejsepas til Tyskland 1. juli 1746 og pas fra Potsdam til København 28. oktober 1748) og i Altona og Tyskland 1757-62 (29. april 1757 rejsepas til Karlsbad).
Petzold fik tilladelse til at arbejde som billedhugger i København ved kgl. brev af 24. november 1741 uden at være medlem af lauget. Ved kgl. resolution fik han en årlig løn på 200 Rdl. fra 1749, udbetalt sidste gang til Petzold i Altona i 1762. Han var professor ved det ældre kunstakademi i København 1751-54 og ved det nystiftede 1754-57. Han afleverede medlemsstykke til Akademiet 1756. Han omtales som hofbilledhugger fra 1755.
Petzold var en særdeles dygtig og produktiv dekorationsbilledhugger, hvis tunge saksiske senbarokstil er i pagt med den eigtvedske monumentalarkitektur. Han var dog meget lydhør for udviklingen, var en personlig ven af Anton Raphael Mengs, til hvem han formentlig har anbefalet Peder Als ved dennes udenlandsrejse 1756. Petzold var en tilhænger af grundigt studium af antikkens kunst, og i Als' instruks fik han tilføjet en passus, som må opfattes som et pålæg for ham til at studere antikken, da denne hjælper kunstneren til at finde det skønne i selve naturen, ikke ved at efterligne mestre. Han var belæst i kunstteori, hvilket er tydeligt af hans figurers ofte forekommende symbolske eller allegoriske indhold. Petzold var professor ved det ældre og yngre Akademi, men opgav sin stilling under J.F.J. Salys franskprægede direktorat, fordi smagen var skiftet i retning af fransk klassicisme, og fordi han kom i et personligt modsætningsforhold til den nye direktør.
Han blev gift 19. december 1740 i København med Margrete Elisabeth Bencke. Petzold er begravet i Schönfeld ved Dresden.

## Værker
- Frontonrelief og Neptun-statue til Marinens Hovedmagasin på Gammelholm, København (1739-40, brændt 1795)
- 2 fontæner og 7 sandstensfigurer i Hørsholm Slotshave (1741, ødelagt 1771)
- Marmorbroen, Christiansborg Slot: Figurgrupper og dekoration på pavillonerne (kontrakt 1742)
- Figurerne Merkur og Neptun ved Børsrampen, København (1744-45, Neptun erstattet af kopi af J.C. Rosenfalk 1876, Merkur erstattet af kopi af Edvard Eriksen 1952, begge originaler i Københavns Bymuseum)
- Figurerne Prudentia og Constantia og trofæerne på Christiansborgs portalbalustrade (1749-50, alle brændt)
- Model af Marcus Tuschers udkast til rytterstatuen på Amalienborg (1750, ikke bevaret)
- Moltkes Palæ, Amalienborg: Udvendig sandstensdekoration, figurer, vaser mm., i frontispicen, på balustraden og over portene (kontrakt 1751)
- Opforgyldning af Christian 5.s rytterstatue på Kongens Nytorv, København (1751)
- Det kgl. Frederiks Hospital, København: 2 gavlrelieffer: Den barmhjertige samaritan og Håbet og Apollon omgivet af figurer, der symboliserer gammel- og nytestamentelig gudsdyrkelse, børn og vaser på jerngitterets piller, kartoucher med skjolde over indgangsdørene, 4 udsmykkede slutsten til buerne over indkørselsportene (kontrakt med Nicolai Eigtved 1751)
- Eigtveds gravsten i kalksten, oprindeligt på Den gamle Urtegård ved Sankt Petri Kirke, København (1754, delvis ødelagt og fjernet 1807, genfundet 1942, opsat i Prinsens Palais, nordre trappehal, Nationalmuseet 1954)
- Herkules som baglæns kaster sig på bålet (medlemsstykke 1756, ikke bevaret)

### Tegninger
- Nøgen mand bundet til et træ (sortkridt, Kobberstiksamlingen)
- 2 udkast til frontongruppe (tusch, sammesteds)

### Tilskrivninger
- Frontonrelief på Turebyholm (1750 ved Nicolai Eigtved)
- Frontonrelieffer på Asiatisk Kompagnis bygning, Strandgade 25, Christianshavn (opført 1738-39 ved Philip de Lange)
- Frontonrelief på Strandgade 24, Christianshavn (ca. 1748)